# Поповка (Первомайское сельское поселение)
Поповка — деревня в Шумячском районе Смоленской области России. Входит в состав Первомайского сельского поселения. Население — 14 жителей (2007 год).
Расположена в юго-западной части области в 19 км к северу от Шумячей, в 23 км западнее автодороги А141 Орёл — Витебск, на берегу реки Домашка. В 21 км северо-восточнее деревни расположена железнодорожная станция Крапивенская на линии Смоленск — Рославль.

## История
В годы Великой Отечественной войны деревня была оккупирована гитлеровскими войсками в августе 1941 года, освобождена в сентябре 1943 года.